# Organização para a Cooperação Islâmica
A Organização para a Cooperação Islâmica (em árabe: منظمة التعاون الإسلامي; em turco: İslam İşbirliği Teşkilatı; em persa: سازمان همکاری اسلامی), cujo acrônimo é OCI, é uma organização inter-governamental com uma delegação permanente junto às Nações Unidas. Reúne 57 países, todos com expressiva população islâmica, do Oriente Médio, África, Ásia, América do Sul, e Europa. Os objetivos da OCI são promover a solidariedade e a cooperação entre os Estados-membros e velar pela preservação dos lugares sagrados do Islamismo.

## História
A Organização foi criada em 25 de setembro de 1969, em Rabat (Marrocos), por ocasião da primeira reunião dos dirigentes do mundo islâmico. Essa reunião ocorreu logo após o incêndio criminoso da Mesquita de Al-Aqsa, em 21 de agosto de 1969, em Jerusalém. Por isso, os representantes do mundo islâmico, reunidos na ocasião, reafirmaram sua unidade, unificaram suas posições e buscaram a força necessária para fazer face a esta agressão ao patrimônio muçulmano. Na ocasião foi criada uma Carta que conclama ao uso de todas as forças políticas e militares para a liberação da região onde ficava a mesquita de Al-Aqsa da ocupação israelense.
Seis meses após essa reunião, em março de 1970, a primeira Conferência Islâmica de Ministros das Relações Exteriores foi realizada em Gidá (Djeddah), segunda maior cidade da Arábia Saudita, onde foi criado o Secretariado-Geral da Organização, com o objetivo de assegurar a união entre os Estados membros e de coordenar a ação dos mesmos.

## Objetivos e princípios
A OCI tem como objetivo unir seus recursos, esforços e vozes para defender seus interesses e assegurar o progresso e o bem-estar de suas populações e de todos os muçulmanos em todo o mundo.
A Organização tem os seguintes objetivos:
- Consolidar:
  - a solidariedade islâmica entre os Estados membros;
  - a cooperação entre os mesmos nos campos políticos, econômicos, sociais, culturais e científicos;
  - a luta de todos os povos muçulmanos para manter a dignidade, a independência e os direitos nacionais;
- de coordenar ações para:
  - guardar os lugares santos para os muçulmanos;
  - apoiar a luta do povo palestino e ajudar a liberar seus territórios ocupados.
- Trabalhar para:
  - eliminar a discriminação racial e o colonialismo sob todas as suas formas;
  - criar uma atmosfera propícia para promover a cooperação e a compreensão entre os Estados membros e outros países.

Além disso há princípios com os quais os Estados-membros da Organização devem se comprometer:
- igualdade completa entre os Estados-membros;
- respeito ao direito de autodeterminação e a não ingerência nos assuntos internos dos Estados-membros;
- respeito à soberania, independência e integridade territorial de cada Estado;
- a resolução de todo conflito que puder surgir entre os Estados-membros por meios pacíficos como a negociação, mediação, conciliação ou arbitragem;
- o engajamento de se abster, nas relações entre os Estados-membros, de recorrer à força, ou de ameaçar de recorrer à força contra a unidade e integridade territorial ou independência política de um desses Estados-membros.

## Direitos Humanos
A OIC criou a Declaração dos Direitos Humanos no Islã. Embora os proponentes afirmem que não é uma alternativa à Declaração Universal dos Direitos Humanos, mas sim complementar, o seu artigo 24 estabelece que "todos os direitos e liberdades estipulados nesta Declaração estão sujeitos à Xaria islâmica" e o artigo 25 segue com "a Xaria islâmica  é a única fonte de referência para a explicação ou esclarecimento de qualquer dos artigos desta Declaração". As tentativas de a fazer adotar pelo Conselho dos Direitos Humanos das Nações Unidas encontraram críticas crescentes, devido à sua contradição da DUDH, inclusive por parte dos grupos liberais muçulmanos. Os críticos da DDHI declaram sem rodeios que é "manipulação e hipocrisia", "projetada para diluir, se não totalmente eliminar, direitos civis e políticos protegidos pelo direito internacional"  tentando "contornar esses princípios (de liberdade e igualdade)".

## Membros

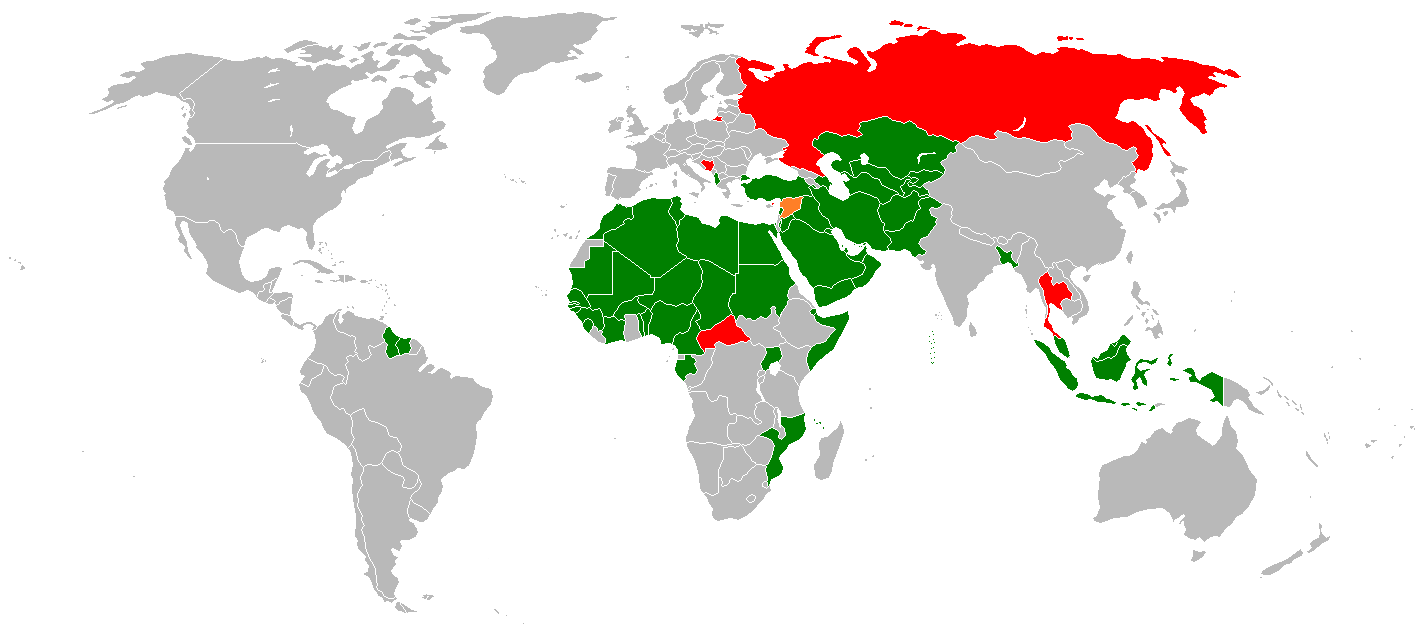
Estados-membros
Estados observadores
Estados bloqueados

| Lista de membros                    | Lista de membros |
| ----------------------------------- | ---------------- |
| Estado                              | Ano              |
| Afeganistão                         | 1969             |
| Argélia                             | 1969             |
| Chade                               | 1969             |
| Egito                               | 1969             |
| Guiné                               | 1969             |
| Indonésia                           | 1969             |
| Irão                                | 1969             |
| Jordânia                            | 1969             |
| Kuwait                              | 1969             |
| Líbano                              | 1969             |
| Líbia                               | 1969             |
| Malásia                             | 1969             |
| Mali                                | 1969             |
| Mauritânia                          | 1969             |
| Marrocos                            | 1969             |
| Níger                               | 1969             |
| Paquistão                           | 1969             |
| Iêmen                               | 1969             |
| Arábia Saudita                      | 1969             |
| Senegal                             | 1969             |
| Sudão                               | 1969             |
| Somália                             | 1969             |
| Tunísia                             | 1969             |
| Turquia                             | 1969             |
| Bahrein                             | 1970             |
| Omã                                 | 1970             |
| Catar                               | 1970             |
| Síria                               | 1970 (suspenso)  |
| Emirados Árabes Unidos              | 1970             |
| Serra Leoa                          | 1972             |
| Bangladesh                          | 1974             |
| Gabão                               | 1974             |
| Gâmbia                              | 1974             |
| Guiné-Bissau                        | 1974             |
| Uganda                              | 1974             |
| Burquina Fasso                      | 1975             |
| Camarões                            | 1975             |
| Comores                             | 1976             |
| Iraque                              | 1976             |
| Maldivas                            | 1976             |
| Djibuti                             | 1978             |
| Benim                               | 1982             |
| Brunei                              | 1984             |
| Nigéria                             | 1986             |
| Azerbaijão                          | 1991             |
| Albânia                             | 1992             |
| Quirguistão                         | 1992             |
| Tajiquistão                         | 1992             |
| Turquemenistão                      | 1992             |
| Moçambique                          | 1994             |
| Cazaquistão                         | 1995             |
| Uzbequistão                         | 1995             |
| Suriname                            | 1996             |
| Togo                                | 1997             |
| Guiana                              | 1998             |
| Costa do Marfim                     | 2001             |
| Membros observadores                |                  |
| Bósnia e Herzegovina                | 1994             |
| República Centro-Africana           | 1997             |
| Tailândia                           | 1998             |
| Rússia                              | 2005             |
| Índia                               | 2006             |
| Organizações internacionais         |                  |
| Liga Árabe                          | 1975             |
| Organização das Nações Unidas       | 1976             |
| Movimento dos Países Não Alinhados  | 1977             |
| Organização da Unidade Africana     | 1977             |
| Organização de Cooperação Econômica | 1995             |